# سفر أخنوخ

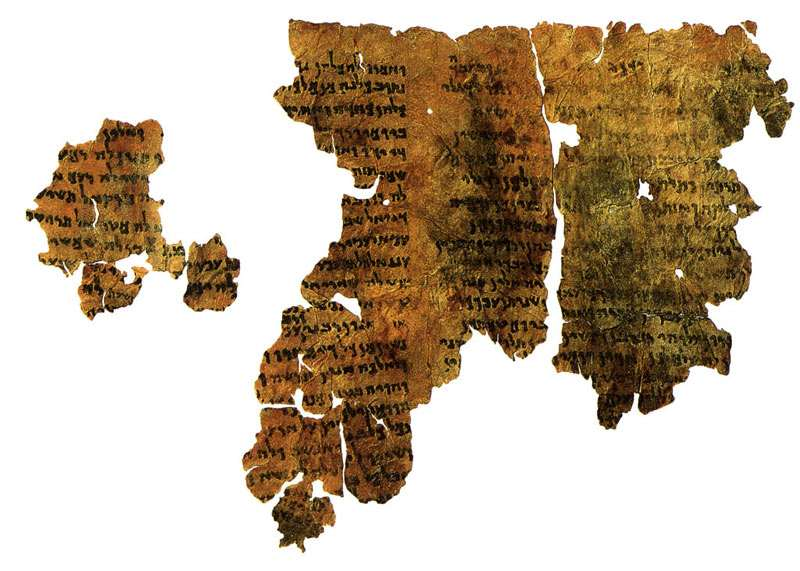
مخطوطات قمران 4Q201 والتي تحتوي على مقتطفات من المصدر الآرامي لسفر أخنوخ.

سفر أخنوخ أحد الأسفار غير القانونية ويسمى أيضاً «نسخة أخنوخ الإثيوبية» أو «الحبشية» ويسمى أيضاً سفر أخنوخ الأول. وينسب إلى أخنوخ المذكور في تك 5: 23و24.

## وصف الكتاب
الكتاب عبارة عن مجموعة من الأسفار اليهودية كتبت أصلاً باللغة الآرامية على وجه الترجيح، ثم فقد هذا الأصل الآرامي، ولكن وجدت أجزاء منه في الترجمة اليونانية، كما توجد نسخة حبشية ترجمت عن النسخة اليونانية المترجمة عن الأصل الآرامي والذي يرجح أنه كتب بين سنتي 163 و80 قبل الميلاد.

## محتوى الكتاب
ينقسم الكتاب إلي خمس كتب جزئية؛ كتاب الساهرين، وكتاب الأمثال، وكتاب النيرات، وكتاب الأحلام، ورسالة أخنوخ، والكتاب كاملاً موجود باللغة الإثيوبية الحبشيه، وله أصل آرامي، واستشهد به يوحنا في إنجيله الرابع في العهد الجديد.
الكتاب مليء بأسرار الكون والسماء والأقدار والأرواح والملائكة العالين والعرش، وكذا بالنبوءات مثل "المختار البار" الذي وُجد في الملأ الأعلى قبل خلق البشر وبشر بقدومه في نهايات الزمان. أهم أسفاره "سفر الأحلام" الذي يتحدث عن رؤيا الدنيا والبشر المتمثلة في رؤيا الثور الأبيض وزوجته والخراف والرعاة وسيد الرعاة، وأهم منه رؤيا الأسابيع التي قسمت الدنيا إلى أسابيع كل منها 700عام، كل يوم بمئة سنة (فصل 91).
الكتاب مليء بأخبار الرؤى عن المسيح (المسيا) المنتظر، والدينونة الأخيرة، وملكوت المجد. ولعقيدة المسيا في هذا الكتاب أهمية خاصة لأنها تمهد الطريق للعهد الجديد، وكذلك يعتبر تههيداً لنزول المسيا آخر الزمان، ويدعى المسيا في هذا الكتاب «مسيح الله» (انظر ص 48: 10)، وكذلك يدعى «البار» انظر 38: 2 وقارنه مع أعمال 3: 14 «والمختار» انظر ص 40: 5 وقارنه مع لوقا 9: 35 في الأصل اليوناني وكثيراً ما يدعى المسيا «ابن الإنسان» ص 46: 2 الخ. يقول كاتب سفر أخنوخ إن «ابن الإنسان» كان موجوداً قبل خلق العالم انظر ص 48: 2و3 وإنه سيدين العالم انظر ص 69: 27 وإنه سيملك على الشعب البار انظر ص 62: 1- 6.
ويقتبس كاتب رسالة يهوذا في عددي 14و15 سفر أخنوخ ص 1: 9. وكذلك يوجد لبعض الأقوال الخاصة بأواخر الزمان في العهد الجديد ما يقابلها في سفر أخنوخ، وقد اقتبس بعض الآباء الأوائل في العصور المسيحية الأولى بعض مقولات هذا السفر، ومن هؤلاء جاستين الشهيد وأرينيوس وأكليمندوس الاسكندري وأوريجانوس، غير أن قادة المسيحيين فيما بعد أنكروا هذا الكتاب ورفضوه. ومن هؤلاء يوحنا فم الذهب وأغسطينوس وجيروم أو أورينيموس. ولم يعتبر اليهود والمسيحيون هذا الكتاب ضمن الأسفار القانونية.
توجد نسخة سلافية تختلف في محتوياتها عن النسخة السابقة ويسمى هذا السفر -غير القانوني أيضاً- «أخنوخ الثاني» أو «كتاب أسرار أخنوخ»، وقد كُتب هذا السفر اليهودي أولاً باللغة اليونانية في مدينة الاسكندرية في النصف الأول من القرن الأول الميلادي، وقد فقدت النسخة الأصل اليونانية، أما النسخة الموجودة الآن فهي ترجمة سلافية، ويحوي رحلة أخنوخ في السماوات السبع وإعلانات الله لأخنوخ، وأيضاً يحتوي على تحذيرات أخنوخ لأبنائه من كتاب أخنوخ، ويعتقد أن أخنوخ هو نبي الله إدريس.